# Pafawag 5Bg/6Bg

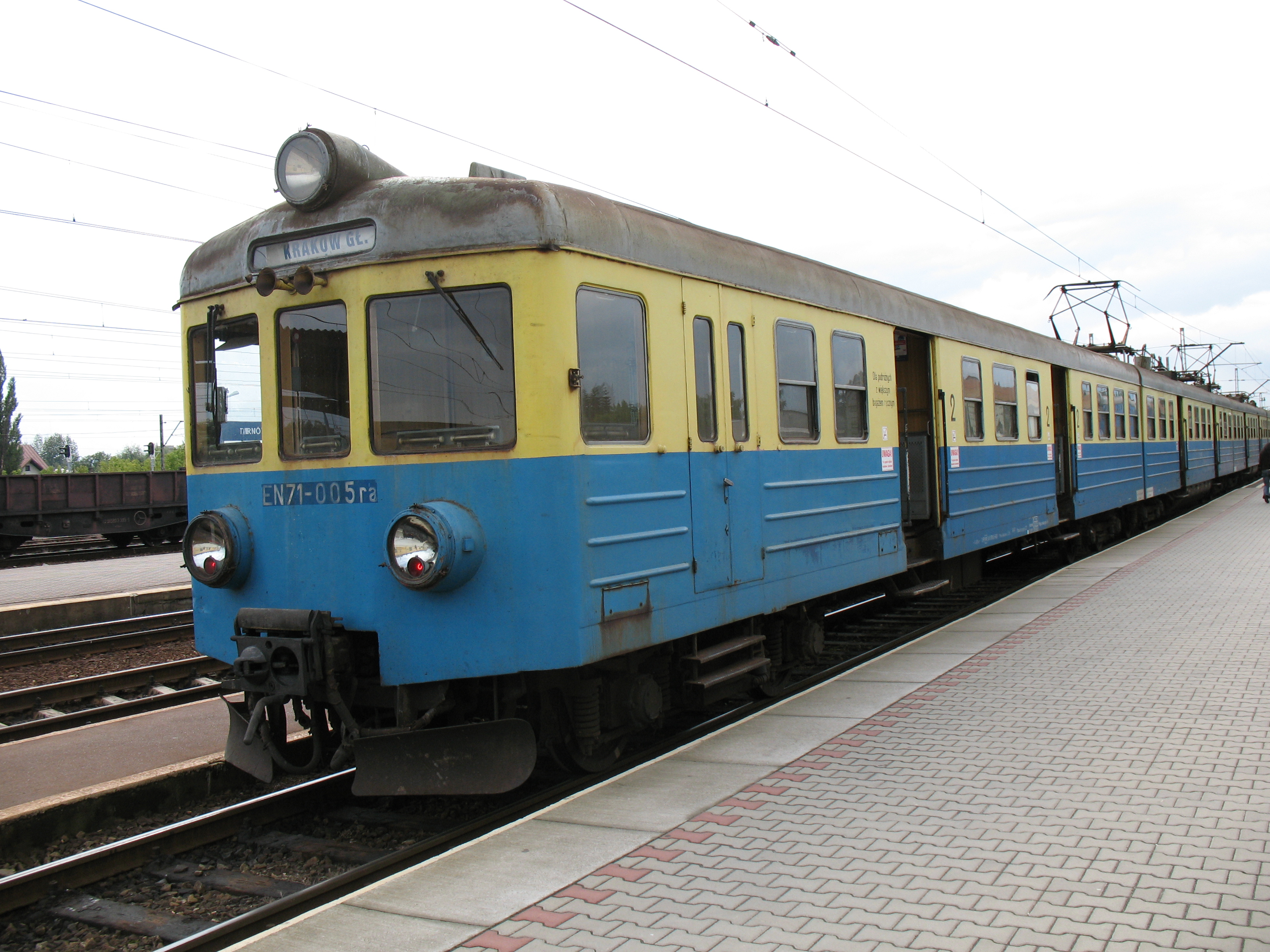
EN71-005, Tarnów 2007

EN71 (typ 5Bh+6Bh+6Bh+5Bh, 5B+6B+6B+5B i 5Bg+6Bg+6Bg+5Bg) – normalnotorowy czteroczłonowy niskoperonowy elektryczny zespół trakcyjny, skonstruowany na bazie trójwagonowego EZT serii EN57, od którego różni się dodatkowym wagonem silnikowym. W 1965-1966 i 1974-1975 wyprodukowano na eksport do Jugosławii 26 zespołów. Następnie 20 zespołów tej serii zostało wyprodukowanych dla PKP przez Pafawag Wrocław w 1976, a kolejnych 31 powstało przez zestawianie pojedynczych członów zespołów EN57 w lokomotywowniach.

## Historia

### Geneza
Zespoły serii EN71 zaprojektowano we wrocławskim Pafawagu z myślą o obsłudze zelektryfikowanej w 1975 linii kolejowej Kraków – Zakopane. Występowały na niej bowiem specyficzne warunki eksploatacyjne, z którymi nie dawały sobie rady zespoły serii EN57. To właśnie na ich podstawie opracowano nową serię pojazdów, zwiększając ich moc i polepszając inne właściwości jezdne poprzez dostawienie jednego wagonu silnikowego.

### Produkcja
W 1976 Pafawag dostarczył DOKP Kraków 20 jednostek serii EN71. W 1980 włączono do tej serii dwie sztuki EN57, które kursowały w zestawieniu czterowagonowym. Od 1984 w ZNTK „Mińsk Mazowiecki” i lokomotywowniach dokonywano zestawiania EN71 z członów EN57 lub całych jednostek.

### Zakończenie produkcji
Produkcja seryjna miała miejsce tylko w 1976 i objęła 20 sztuk tego EZT. Jednak nadal ZNTK „Mińsk Mazowiecki” i lokomotywownie składały jednostki z członów EN57. W Kolejach Mazowieckich i Kolejach Śląskich są eksploatowane zmodernizowane jednostki sprowadzone z dawnej Jugosławii.

## Konstrukcja

### Nadwozie
EN71 składa się z czterech wagonów – dwóch rozrządczych i dwóch silnikowych. Wagony rozrządcze (fabryczne oznaczenie 5B) są wagonami skrajnymi i oznaczane są na PKP jako ra i rb (wagon rozrządczy a i b). Wagony silnikowe (fabryczne oznaczenie 6B) znajdują się w środku składu i noszą oznaczenia sa i sb (wagon silnikowy a i b). Zastosowanie dwóch wagonów silnikowych miało na celu zwiększenie mocy istotne szczególnie w przypadku linii górskich. Wagony są połączone ze sobą tzw. krótkim sprzęgiem „fabrycznym” (bez głowicy, nierozłączalnym w warunkach eksploatacyjnych), oraz przejściem dla pasażerów. Na czołach wagonów sterowniczych (początek i koniec zespołu) zastosowano tzw. sprzęgi długie (samoczynne sprzęgi Scharfenberga), które umożliwiają połączenie zespołów w składy. Jednostki EN71 są przystosowane do jazdy w trakcji ukrotnionej z jednostkami tej samej serii oraz z seriami EN57 i ED72. Nie ma możliwości przejścia pomiędzy połączonymi jednostkami.
Ostoja każdego z wagonów jest wykonana z profili walcowych i tłoczonych lub zgiętych blach. Tworzą one szereg belek podłużnych, zwanych podłużnicami lub ostojnicami, oraz belek poprzecznych, zwanych poprzecznicami. Całość konstrukcji jest spawana. Czołownice i belki skrętowe, które są szczególnymi miejscami w ostoi, wykonano jako konstrukcje skrzynkowe, zapewniając ich dużą wytrzymałość.
Pierwszych 20 sztuk posiada ryflowane boki pudła. Jednostki o numerach od 21 wzwyż zbudowane są z członów zespołów EN57 i mogą posiadać człony z blachą gładką i ryflowaną.

### Wnętrze i przestrzeń pasażerska

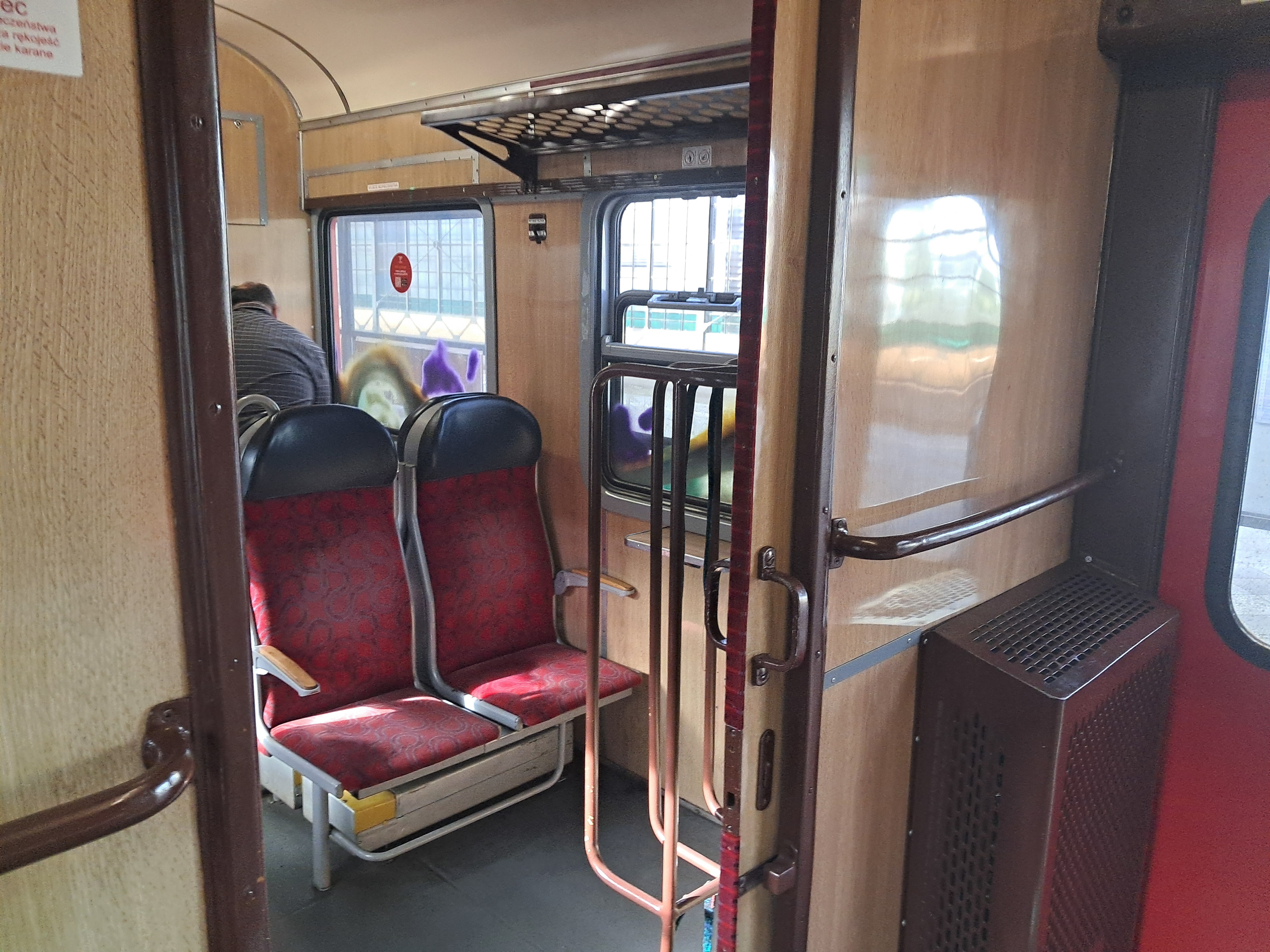
Stojaki na narty w EN71

W każdym z wagonów znajdują się trzy przedziały ze środkowym przejściem między siedzeniami dostępne dla podróżnych, rozdzielone dwoma przedsionkami – każdy z parą rozsuwanych automatycznie, napędzanych pneumatycznie drzwi o szerokości 1300 mm. Skrajne przedziały wagonów rozrządczych są nieco inaczej urządzone (przy ścianach                  bocznych są rozkładane siedzenia, obok nich znajduje się dodatkowa para ręcznie otwieranych drzwi) i w zależności od potrzeb mogą służyć za pomieszczenie dla kierownika pociągu lub przedziały służbowe, bagażowe, do przewozu rowerów, wózków itp. większych bagaży. Do kabiny maszynisty można dostać się z nich przez otwierane drzwi. W odróżnieniu od EN57, seryjne jednostki EN71 (numery 001-020) wyposażone są w stojaki na narty umieszczone przy drzwiach w środku przedziałów w miejscu siedzeń. Reszta wyposażenia jest tożsama z wyposażeniem zespołów EN57.

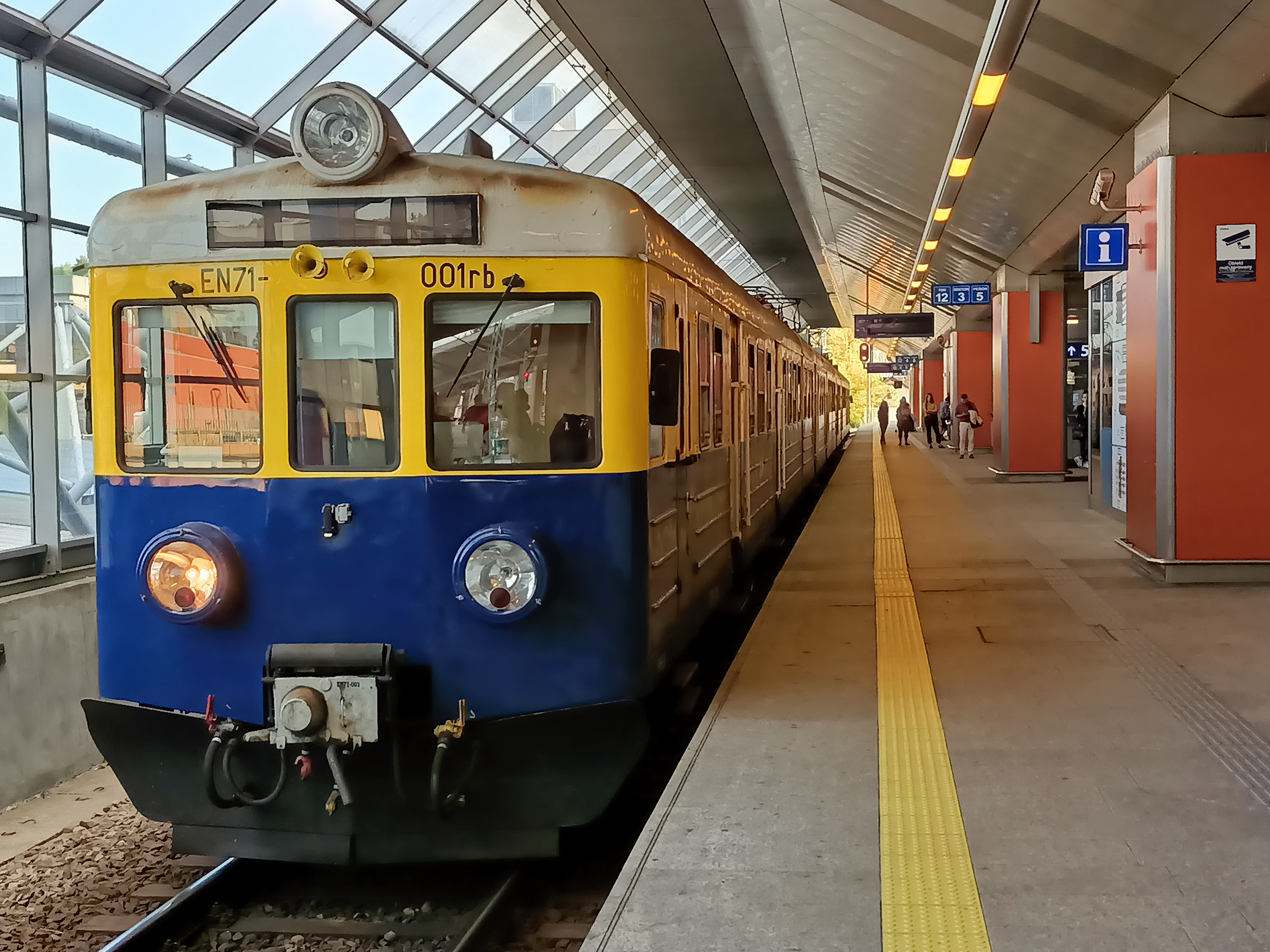
EN71-001 na stacji Kraków Główny (2024 r.)

### Podwozie
Każdy z wagonów skrajnych jest oparty na dwóch wózkach tocznych o rozstawie osi 2700 mm, średnicy czopów 130 mm, średnicy wału 160 mm i rozstępie oparcia resorów między czopami 1980 mm. Koła wózków tocznych są wykonane ze stali St65P, mają średnicę 940 mm, szerokość 135 mm i grubość 65 mm w stanie nowym (30 mm w stanie zużytym). Każdy z wagonów środkowych oparty jest na dwóch wózkach napędnych o rozstawie osi 2700 mm, średnicy czopów 130 mm, średnicach wału 170 mm i 175mm oraz rozstępie oparcia resorów między czopami 1980 mm. Koła wózków napędnych są wykonane ze stali 70P, mają średnicę 1000 mm, szerokość 135 mm i grubość 75 mm w stanie nowym (35 mm w stanie zużytym). Wózki te są wyposażone w obręczowe zestawy kołowe, amortyzatory hydrauliczne, resory piórowe i sprężyny śrubowe. Rozstawy czopów skrętu wynoszą dla wagonów skrajnych i wagonów środkowych odpowiednio 14 900 mm i 15 870 mm.

### Zasilanie i napęd
Prąd stały o napięciu 3000 V, przesyłany linią napowietrzną, odbierany jest przez cztery odbieraki prądu zamontowane na dachach członów środkowych. Napędza on osiem silników trakcyjnych, znajdujących się na osiach wózków napędnych wagonów środkowych. Szafy niskiego napięcia umieszczone są wewnątrz wagonów środkowych, wzdłuż jednej ze ścian bocznych.
W EN71 zastosowano przestarzały już w okresie ich budowy rozruch oporowy.                                        

### Modernizacje
| Oznaczenie serii (modernizacji) | Numery boczne | Liczba sztuk | Właściciel / Użytkownik | Wykonawca Rok modernizacji | Zakres modernizacji | Liczba i moc silników Prędkość maksymalna | Uwagi |
| --- | ------------- | ------------ | ----------------------- | -------------------------- | ------------------- | ----------------------------------------- | ----- |
| EN71 (EN71AC) | 045           | 1            | SKM Trójmiasto          | Newag 2009                 |                     | 8×250 kW 120 km/h                         | [ 1 ] |
| EN71 (EN71 SPOT) | 100           | 1            | Koleje Mazowieckie      | ZNTK MM 2007               |                     | 8×145 kW 110 km/h                         | [ 5 ] |
| EN71KM (EN71KM) | 101-105       | 5            | Koleje Mazowieckie      | ZNTK MM 2010               |                     | 8×145 kW 110 km/h                         | [ 6 ] |
| EN71AKŚ | 100-101       | 2            | Koleje Śląskie          | Newag 2012                 |                     | 8×250 kW 120 km/h                         | [ 7 ] |
| Modyfikacje zewnętrzne i elektryczne: |               |              |                         |                            |                     |                                           |       |
| – rozruch impulsowy • – silniki asynchroniczne • – drzwi odskokowo-przesuwne |               |              |                         |                            |                     |                                           |       |
| Udogodnienia dla pasażerów: |               |              |                         |                            |                     |                                           |       |
| – wnętrze dostosowane dla niepełnosprawnych • – stojaki na rowery • – gniazdka elektryczne • – klimatyzacja części pasażerskiej • – automaty z jedzeniem i piciem • – biletomaty |               |              |                         |                            |                     |                                           |       |

### Modernizacje bez wymiany ścian czołowych
| Oznaczenie serii (modernizacji)                                   | Numery boczne                          | Liczba sztuk | Właściciel / Użytkownik                                      | Wykonawca Rok modernizacji                                                | Zakres modernizacji                                         | Liczba i moc silników Prędkość maksymalna | Uwagi  |
| ----------------------------------------------------------------- | -------------------------------------- | ------------ | ------------------------------------------------------------ | ------------------------------------------------------------------------- | ----------------------------------------------------------- | ----------------------------------------- | ------ |
| EN71 (EN71)                                                       | 004, 008, 020, 023, 024, 025, 026, 037 | 8            | Przewozy Regionalne                                          | ZNTK MM 2012-2013                                                         |                                                             | 8 × 175 kW 110 km/h                       | [ 8 ]  |
| EN71 (EN71)                                                       | 006, 014, 018                          | 3            | Województwo pomorskie/Przewozy Regionalne                    | ZNTK MM 2011                                                              |                                                             | 8 × 175 kW 110 km/h                       | [ 9 ]  |
| EN71 (EN71)                                                       | 042, 051                               | 2            | PKP Szybka Kolej Miejska w Trójmieście                       | Serwis Pojazdów Szynowych ASO 2016                                        |                                                             | 8 × 175 kW 110 km/h                       | [ 10 ] |
| EN71 (EN71)                                                       | 038                                    | 1            | PKP Szybka Kolej Miejska w Trójmieście                       | ZNTK MM 2017                                                              |                                                             | 8 × 175 kW 110 km/h                       | [ 12 ] |
| EN71 (EN71)                                                       | 035, 040, 047                          | 3            | PKP Szybka Kolej Miejska w Trójmieście                       | ZNTK MM 2017-2018                                                         |                                                             | 8 × 175 kW 110 km/h                       | [ 14 ] |
| EN71 (EN71)                                                       | 015                                    | 1            | Przewozy Regionalne                                          | Przewozy Regionalne ZNT Kruszewiec 2018                                   | system informacji pasażerskiej · przewóz rowerów · ubikacja | 8 × 175 kW 110 km/h                       |        |
| EN71 (EN71)                                                       | 002, 004, 017                          | 3            | Przewozy Regionalne                                          | Przewozy Regionalne ZNT Kruszewiec 2019                                   | system informacji pasażerskiej · przewóz rowerów · ubikacja | 8 × 175 kW 110 km/h                       |        |
| EN71 (EN71)                                                       | 010, 022                               | 2            | Polregio                                                     | Przewozy Regionalne ZNT Kruszewiec 2020-2021                              | system informacji pasażerskiej · przewóz rowerów · ubikacja | 8 × 175 kW 110 km/h                       |        |
| EN71 (EN71)                                                       | 042, 052                               | 2            | PKP Szybka Kolej Miejska w Trójmieście                       | ZNTK Mińsk Mazowiecki/SNIUT Gdynia Cisowa/SPS ASO Trzeciewnica 2021-2022, | system informacji pasażerskiej · przewóz rowerów · ubikacja | 8 × 175 kW 110 km/h                       |        |
| EN71 (EN71)                                                       | 038, 051                               | 2            | PKP Szybka Kolej Miejska w Trójmieście                       | SPS ASO Trzeciewnica/SNIUT Gdynia Cisowa 2023-2024,                       | system informacji pasażerskiej · przewóz rowerów · ubikacja | 8 × 175 kW 110 km/h                       |        |
| EN71 (EN71)                                                       | 001, 010, 022                          | 3            | Przewozy Regionalne                                          | Pesa Mińsk Mazowiecki/ZNT Kruszewiec 2024-2025                            |                                                             | 8 × 175 kW 110 km/h                       | [ 20 ] |
| EN71 (EN71)                                                       | 014                                    | 0/1          | Województwo pomorskie/PKP Szybka Kolej Miejska w Trójmieście | SNIUT Gdynia Cisowa 2025-,                                                | system informacji pasażerskiej · przewóz rowerów · ubikacja | 8 × 175 kW 110 km/h                       |        |
| Modyfikacje zewnętrzne i elektryczne:                             |                                        |              |                                                              |                                                                           |                                                             |                                           |        |
| – drzwi odskokowo-przesuwne                                       |                                        |              |                                                              |                                                                           |                                                             |                                           |        |
| Udogodnienia dla pasażerów:                                       |                                        |              |                                                              |                                                                           |                                                             |                                           |        |
| – wnętrze dostosowane dla niepełnosprawnych • – stojaki na rowery |                                        |              |                                                              |                                                                           |                                                             |                                           |        |

#### EN71AC
W 2009 nowosądecki Newag wygrał przetarg na modernizację jednej sztuki EZT serii EN71 o numerze 045 dla SKM Trójmiasto. Zakres modernizacji objął zmianę rozruchu z oporowego na impulsowy, silników na asynchroniczne oraz wiele udogodnień dla pasażerów, w tym między innymi nowoczesną ubikację w obiegu zamkniętym, stojaki na rowery oraz windy i miejsca dla niepełnosprawnych.
W dniach 14–16 października 2009 jednostka EN71AC-045 została zaprezentowana podczas Międzynarodowych Targów Kolejowych Trako 2009 w Gdańsku.

#### EN71SPOT
W 2007 roku ZNTK „Mińsk Mazowiecki” dokonał zakupu od kolei chorwackich (chorw. Hrvatske željeznice) pierwszej jednostki elektrycznej, tak zwanej Gomułki, która została następnie zmodernizowana w ramach naprawy głównej i odsprzedana spółce Koleje Mazowieckie. Jednostka otrzymała nowe czoło, klimatyzację kabiny maszynisty, przetwornicę statyczną i rozruch impulsowy. W części pasażerskiej wymieniono okna, siedzenia, dostosowując wnętrze dla potrzeb osób niepełnosprawnych.

#### EN71KM
Modernizacja EN71KM objęła 4 sztuki jednostek EN71, które w 2010 ZNTK „Mińsk Mazowiecki” kupił od kolei chorwackich (chorw. Hrvatske željeznice), a następnie zmodernizował i odsprzedał Kolejom Mazowieckim. Składy otrzymały nowe czoła, wnętrze dostosowane do przewozu rowerów i osób niepełnosprawnych oraz zmodernizowane wózki, pozostawiono w nich jednak stare silniki i rozruch oporowy.

#### EN71AKŚ
14 września 2012 roku podpisano umowę ze spółką Newag na 7-letni leasing 2 zmodernizowanych EN71. Zmodernizowane EN71AKŚ dostarczono w grudniu tego roku.

## Eksploatacja
Zespół trakcyjny serii EN71 eksploatowany jest przez czterech przewoźników krajowych.
| Kraj   | Właściciel            | Przewoźnik                                   | Liczba | Numery boczne                                                          | Lata eksploatacji | Łączna liczba | Źródło |
| ------ | --------------------- | -------------------------------------------- | ------ | ---------------------------------------------------------------------- | ----------------- | ------------- | ------ |
| Polska | Polregio              | Polregio                                     | 4      | Oddział Małopolski: EN71: 001, 010 Oddział Dolnośląski: EN71: 017, 022 | od 1976           | 22            | [ 25 ] |
| Polska | SKM Trójmiasto        | SKM Trójmiasto                               | 11     | EN71: 035, 038-040, 042, 044, 047, 049 i 051-052 EN71AC-045            | od 1990           | 22            |        |
| Polska | Koleje Śląskie        | Koleje Śląskie                               | 2      | EN71AKŚ: 100, 101                                                      | od 2012           | 22            | [ 25 ] |
| Polska | Koleje Mazowieckie    | Koleje Mazowieckie                           | 6      | EN71-100 EN71KM: 101-105                                               | od 2007           | 22            | [ 25 ] |
| Polska | Województwo pomorskie | Polregio (do 2025), SKM Trójmiasto (od 2025) | 1      | EN71-014                                                               | od 2011           | 22            | [ 25 ] |

| Jednostka | Przewoźnik         | Przydział                       | Status                   | Źródło |
| --------- | ------------------ | ------------------------------- | ------------------------ | ------ |
| EN71-002  | Polregio           | -                               | oczekuje kasacji         | [ 25 ] |
| EN71-006  | Polregio           | Pomorski Zakład w Gdyni         | oczekuje naprawy głównej | [ 25 ] |
| EN71-014  | PKP SKM Trójmiasto | SKM - Gdynia Cisowa             | oczekuje naprawy         | [ 25 ] |
| EN71-015  | Polregio           | -                               | oczekuje kasacji         | [ 25 ] |
| EN71-017  | Polregio           | Dolnośląski Zakład we Wrocławiu | oczekuje naprawy głównej | [ 25 ] |
| EN71-018  | Polregio           | Pomorski Zakład w Gdyni         | oczekuje naprawy głównej | [ 25 ] |
| EN71-039  | PKP SKM Trójmiasto | SKM - Gdynia Cisowa             | oczekuje naprawy głównej | [ 25 ] |
| EN71-047  | PKP SKM Trójmiasto | SKM - Gdynia Cisowa             | oczekuje naprawy głównej | [ 25 ] |
| EN71-049  | PKP SKM Trójmiasto | SKM - Gdynia Cisowa             | oczekuje naprawy głównej | [ 25 ] |

### Polregio
Zespoły te powstały z myślą o obsłudze linii na obszarach górzystych, gdzie jednostki EN57 nie zawsze dawały sobie radę, czyli: na zelektryfikowanej w 1975 trasie z Krakowa do Zakopanego oraz z Wrocławia do Jeleniej Góry i Szklarskiej Poręby. W kolejnych latach rozpoczęto ich eksploatację także na trasie do Krynicy. Na początku lat 90. część zmodernizowanych jednostek (m.in. przedział pierwszej klasy i nowe malowanie) EN71 zaczęto eksploatować jako pociągi RegioPlus, na których zostały zastąpione częściowo później zespołami ED72. W 2016 dwie pierwsze jednostki o numerach 023 (Oddział Podkarpacki) i 027 (Oddział Dolnośląski) wystawiono na sprzedaż.  

### PKP SKM Trójmiasto
Trójmiejski przewoźnik dysponuje 12 sztukami EN71. Noszą one numery: 035, 038-040, 042, 044-045, 047-049 i 051-052. Jednostka o numerze 046 była przejściowo eksploatowana przez Szybką Kolej Miejską w Warszawie. Numer 045 został gruntownie zmodernizowany – diametralnie zmienione zostało wnętrze pojazdu, które zostało dostosowane dla osób niepełnosprawnych i przystosowane do przewozu rowerów, zamontowano rozruch impulsowy i silniki asynchroniczne, co pozwoliło znacznie poprawić właściwości jezdne pojazdu. Zakres tej modernizacji określa się często jako EN71AC. 27 lutego 2015 roku jednostka przeszła kolejną modernizację w ramach naprawy czwartego poziomu utrzymania w Gdyni Cisowej, w ramach której wymieniono między innymi siedzenia z podtypu niskich niebieskich do turkusowych wysokich tapicerowanych, stosowanych w EN57AKM. Jednostki o numerach: EN71-046, EN71-050 w ramach napraw piątego poziomu utrzymania zostały przebudowane na EN57 w zakładach ZNTK „Mińsk Mazowiecki”.

### Koleje Mazowieckie
W barwach Kolei Mazowieckich jeździ 6 sztuk EZT serii EN71. Wszystkie z nich zostały kupione przez ZNTK „Mińsk Mazowiecki” od kolei chorwackich (chorw. Hrvatske željeznice), a następnie zmodernizowane i odsprzedane Kolejom Mazowieckim.
Pierwszą jednostkę zmodernizowano na początku czerwca 2007 i oznaczono numerem 100, kolejne doczekały się modernizacji w roku 2010. Numery od 102 do 105 oznaczono jako EN71KM, mimo że zakres ich modernizacji nie obejmował zamontowania rozruchu impulsowego, jak to miało miejsce w przypadku modernizacji EN57KM.

### Jugosławia
12 jednostek zostało w latach 1965–1966 wyeksportowanych do Jugosławii. Otrzymały tam oznaczenie 311/315-100 (311 to wagon rozrządczy, 315 – silnikowy). Kolejna seria 14 jednostek została dostarczona w latach 1974–1975 i otrzymały one oznaczenie 311/315-200. Obecnie pozostałe egzemplarze kursują w ramach kolei słoweńskich (słoweń. Slovenske železnice), a 10 sztuk sprzedanych zostało do Włoch. Jednostki słoweńskie zostały zmodernizowane w latach 2000–2002 poprzez montaż nowych silników firmy Siemens AG. W Jugosławii nosiły one przezwisko gomułek od nazwiska Władysława Gomułki, za którego czasów zostały wprowadzone do eksploatacji.
Kilka jednostek wróciło do Polski. Obecnie osiem z nowymi czołami kursuje w barwach Kolei Mazowieckich (6 czteroczłonowych EN71 i 2 trójczłonowe EN57), a dwie zostały zmodernizowane przez Newag dla Kolei Śląskich.

## Galeria

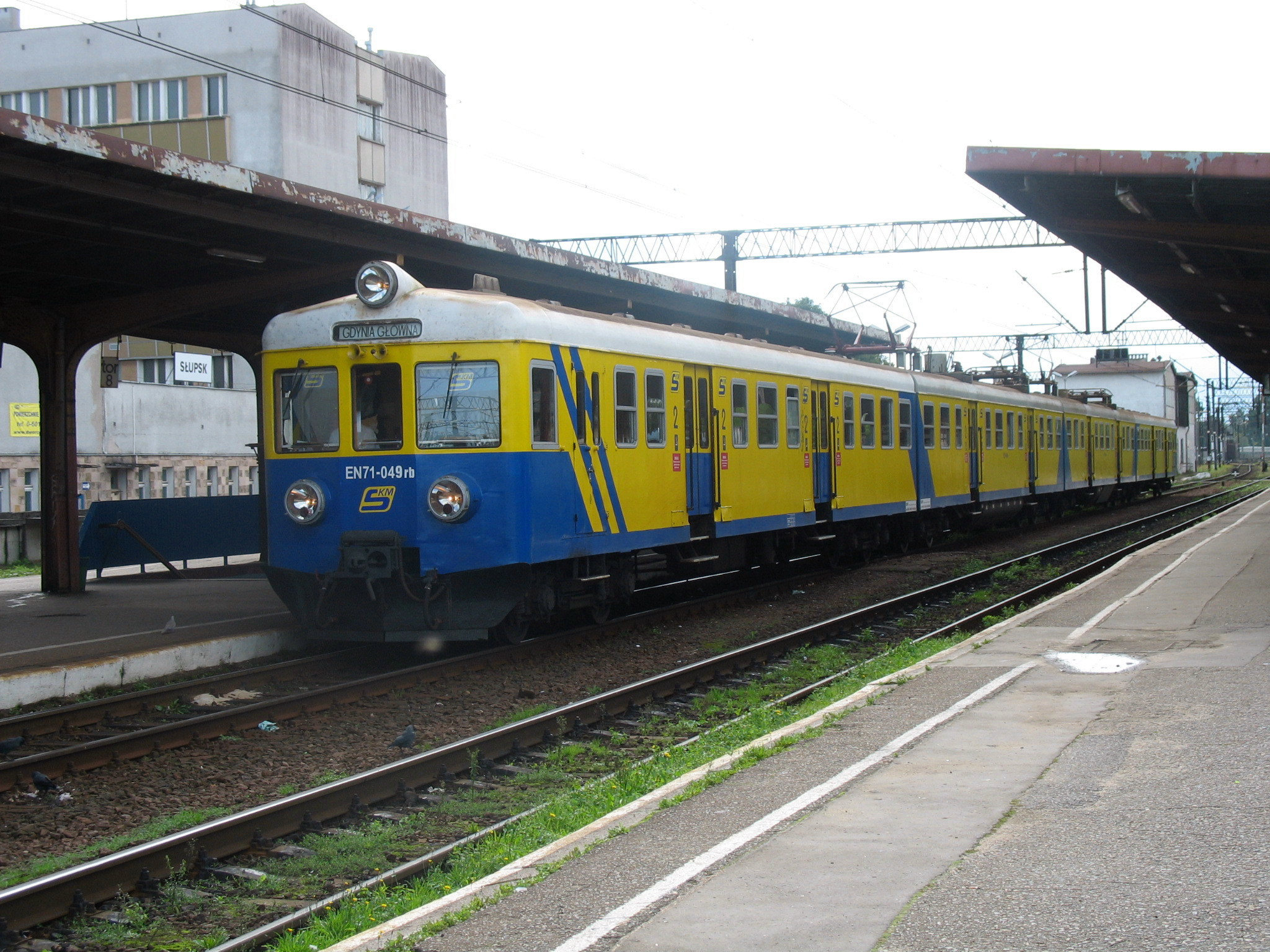
EN71 w starym malowaniu SKM Trójmiasto
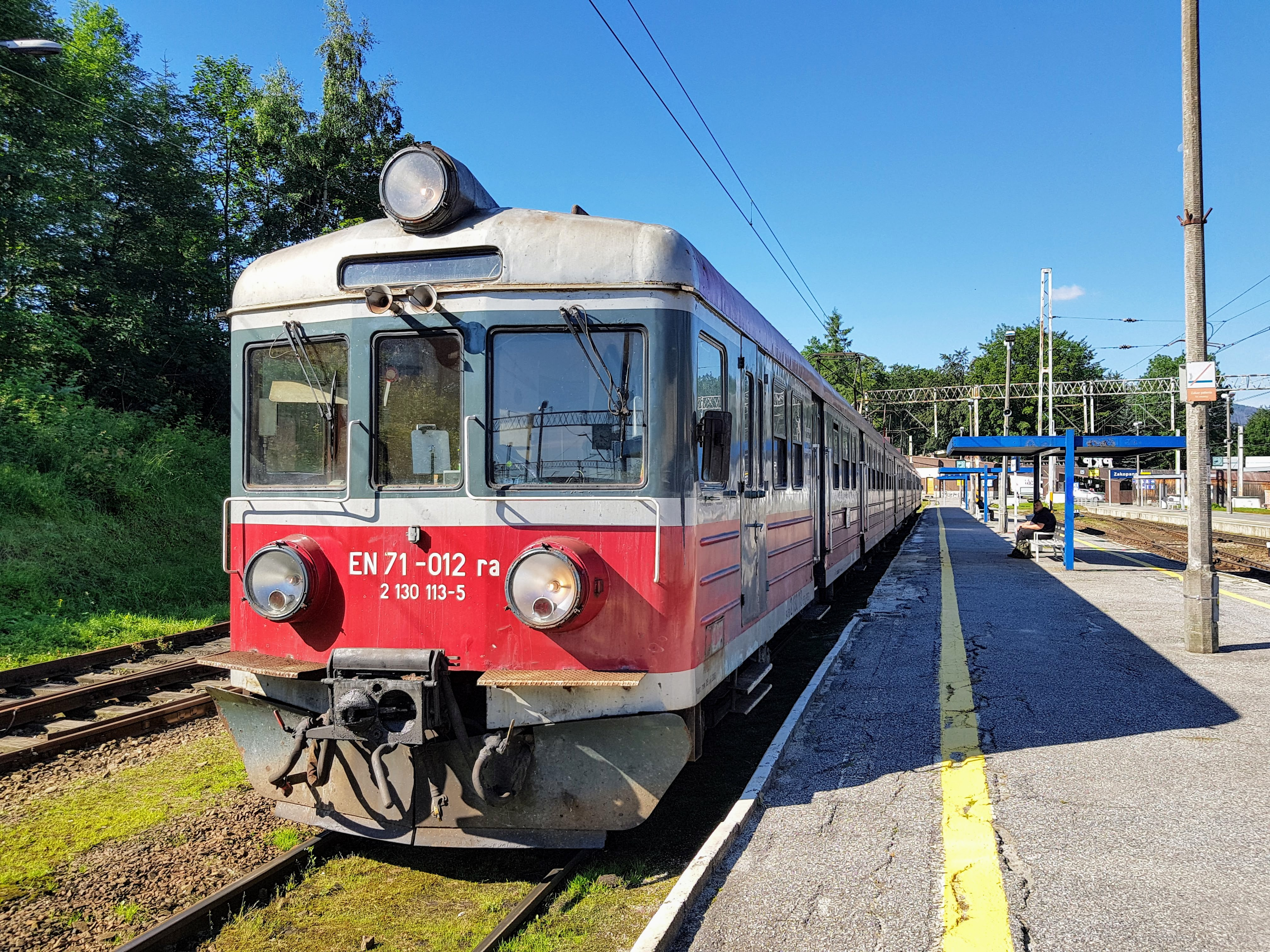
EN71 w malowaniu Przewozów Regionalnych
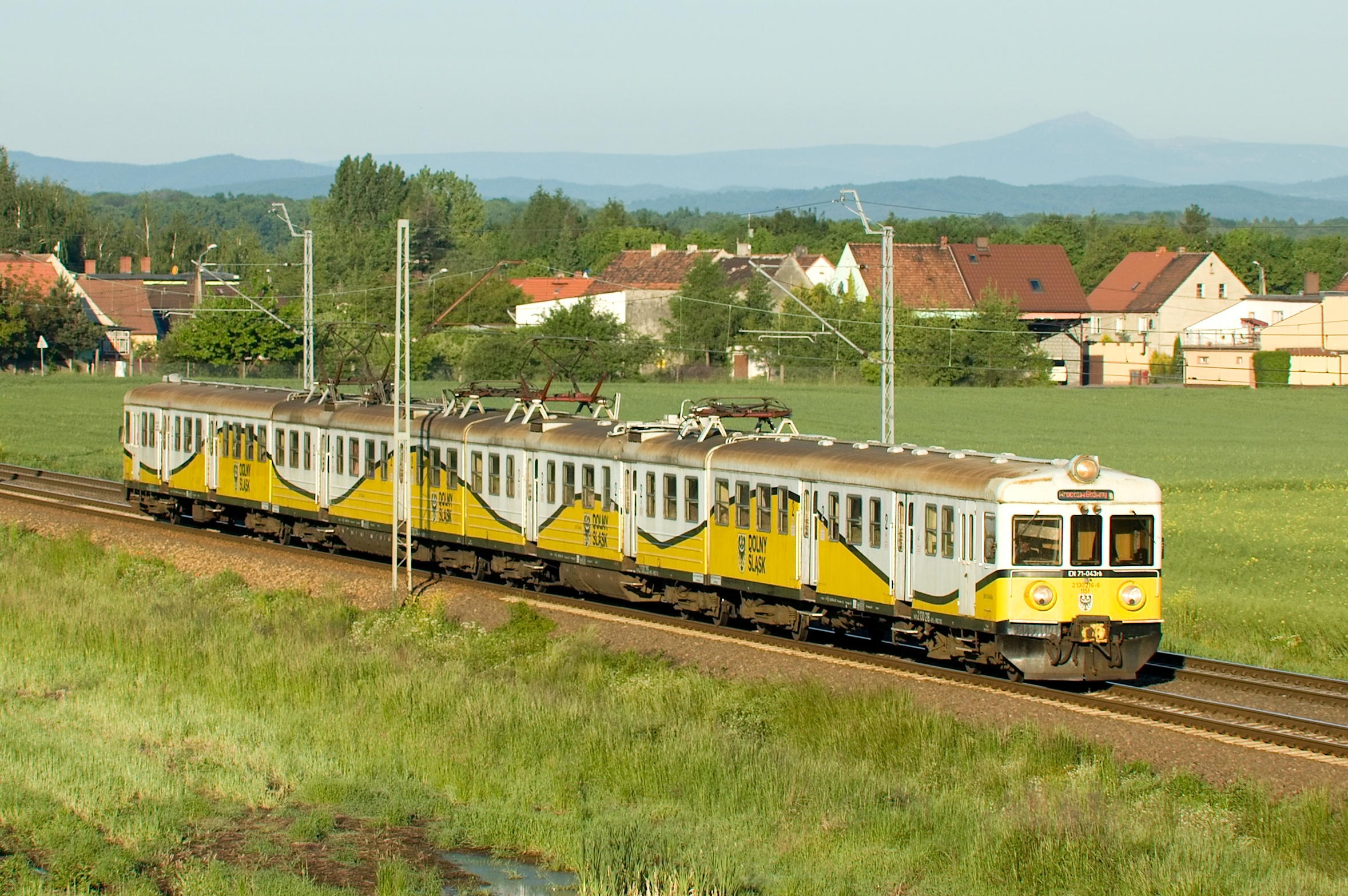
EN71 w malowaniu Kolei Dolnośląskich
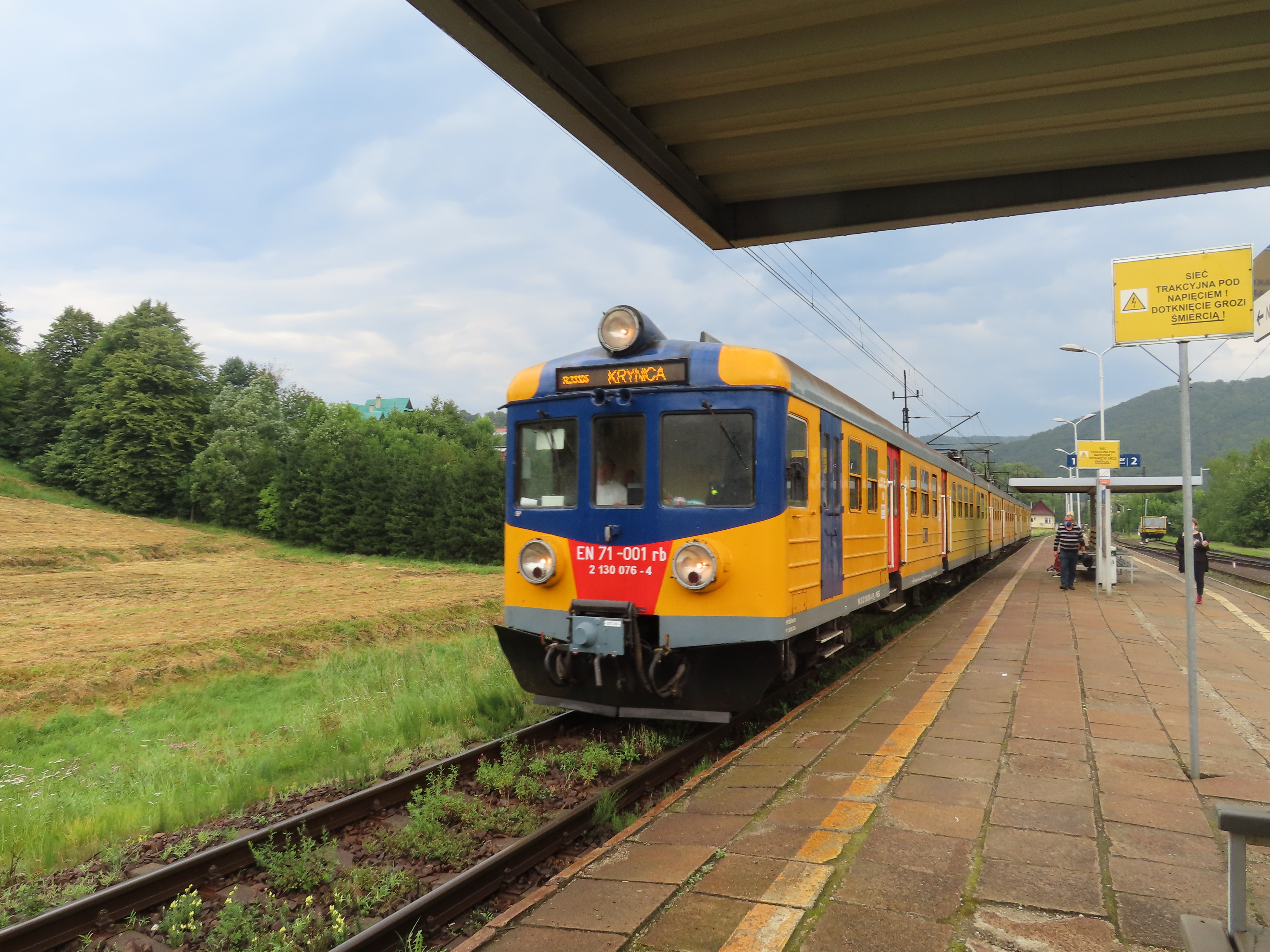
EN71 Polregio w malowaniu pomarańczowo-czerwono-granatowym
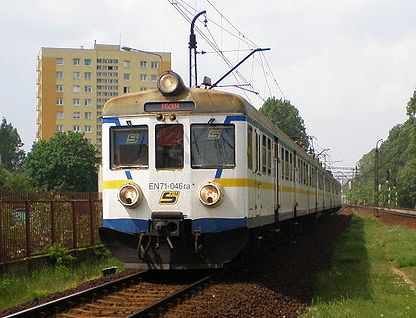
EN71 w malowaniu SKM Warszawa
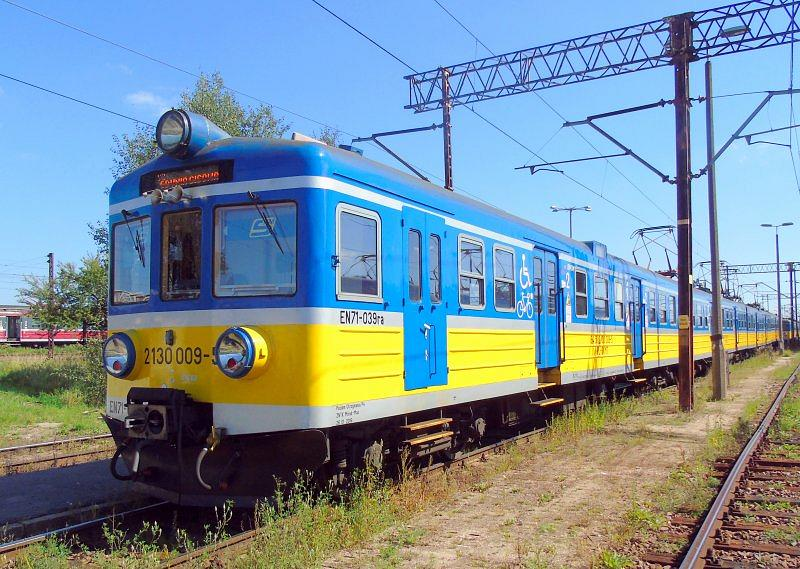
EN71 w nowym malowaniu SKM Trójmiasto
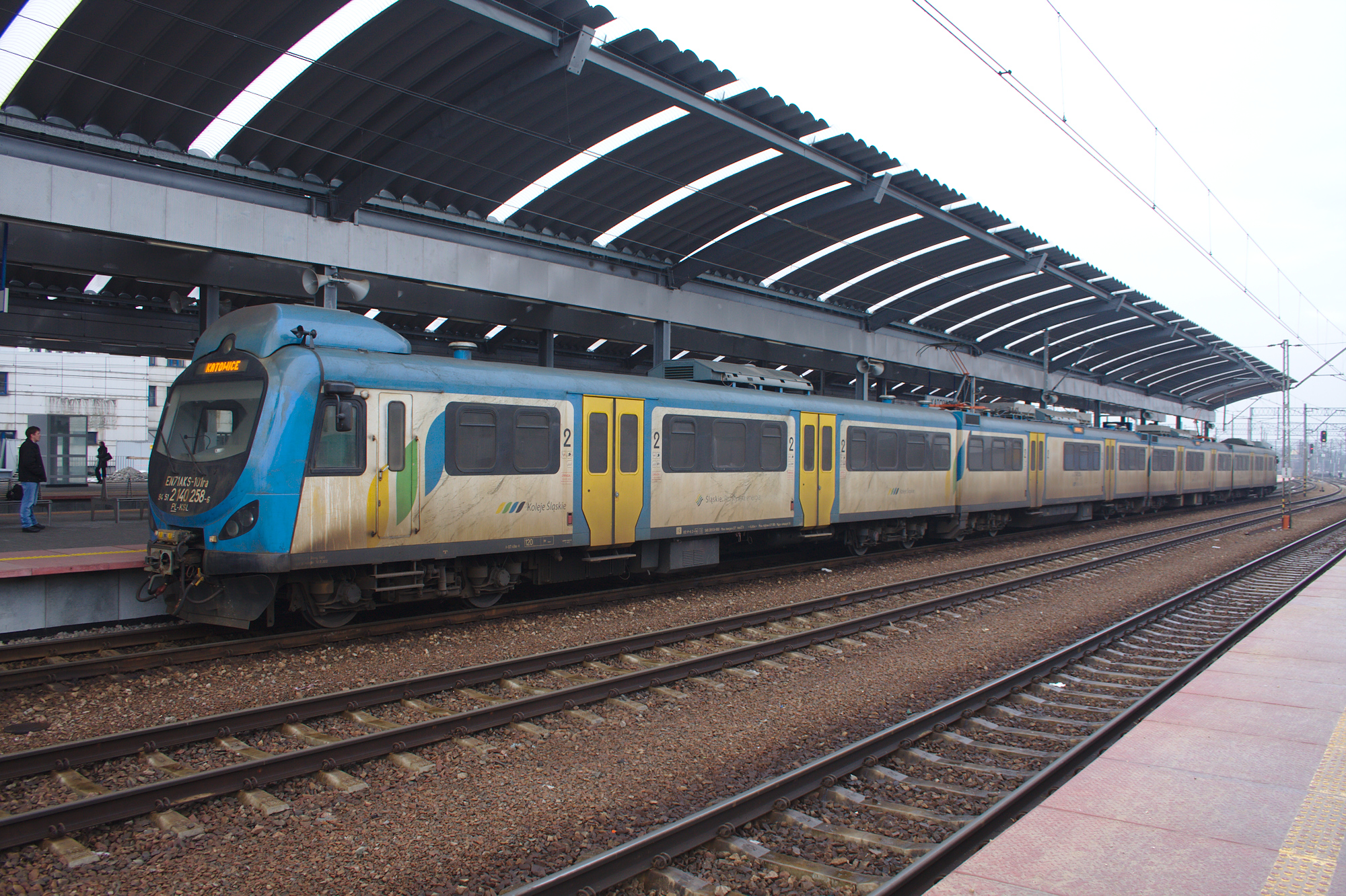
Zmodernizowany EN71 w malowaniu Kolei Śląskich
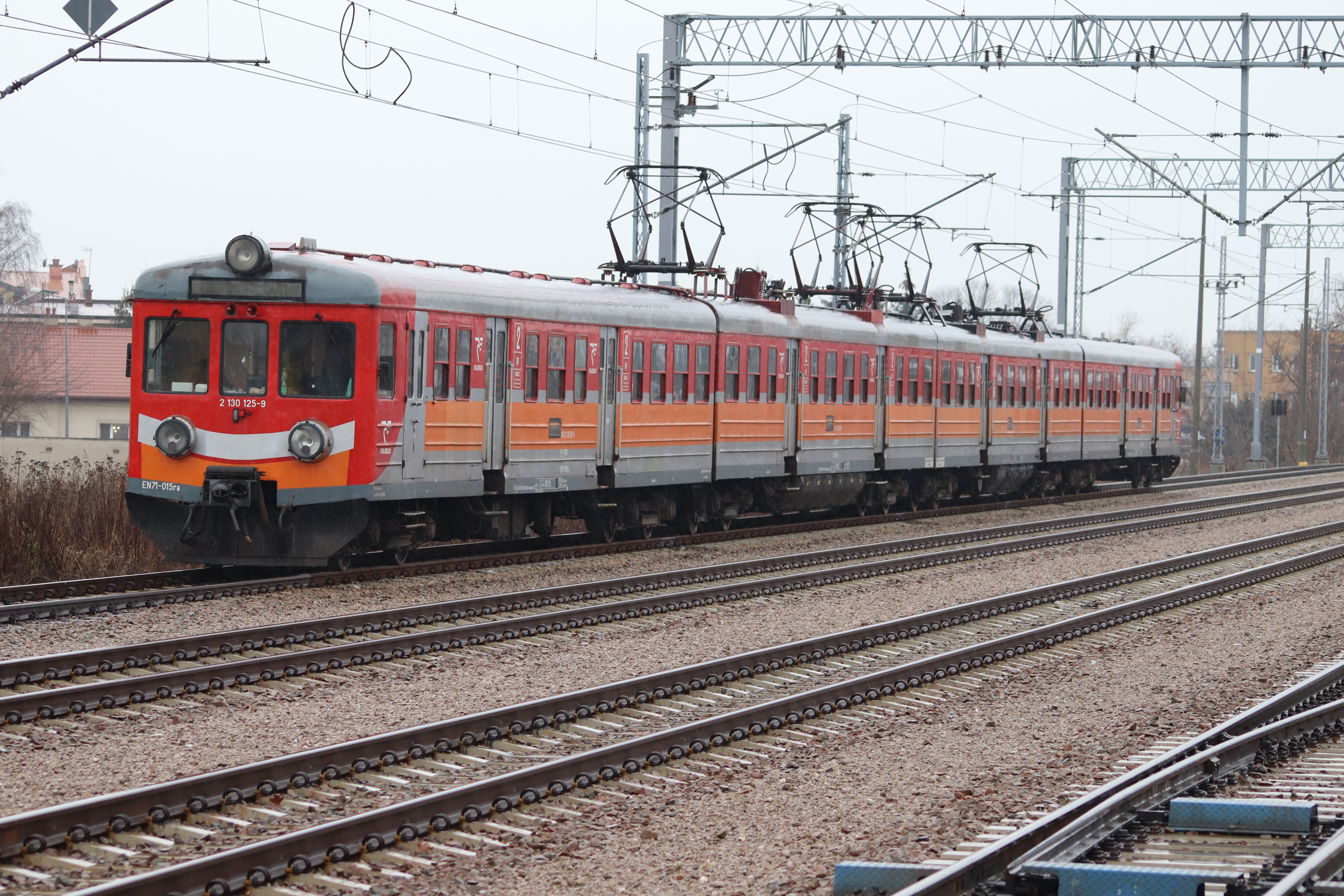
EN71 w nowym malowaniu Polregio
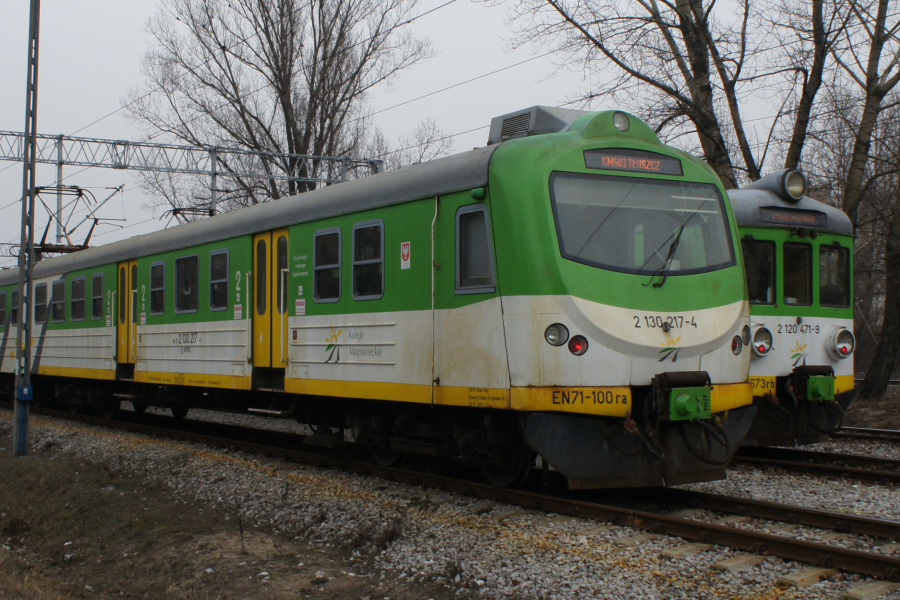
Zmodernizowany EN71 Kolei Mazowieckich
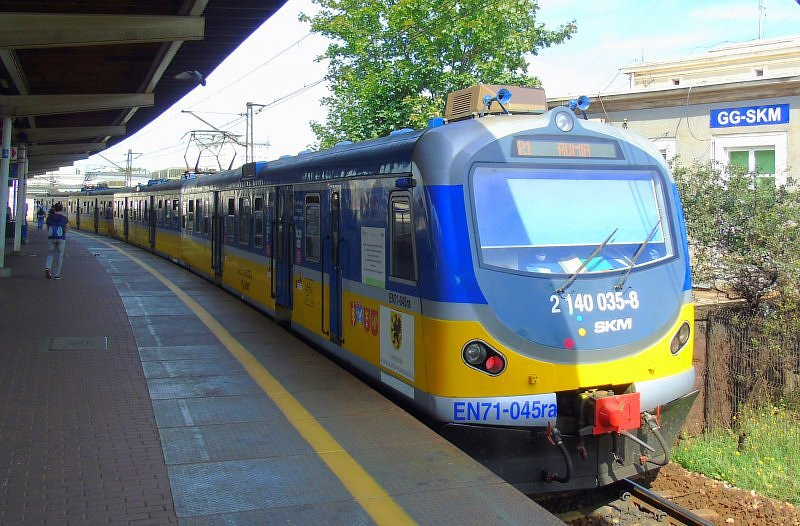
Zmodernizowany EN71 w malowaniu SKM Trójmiasto
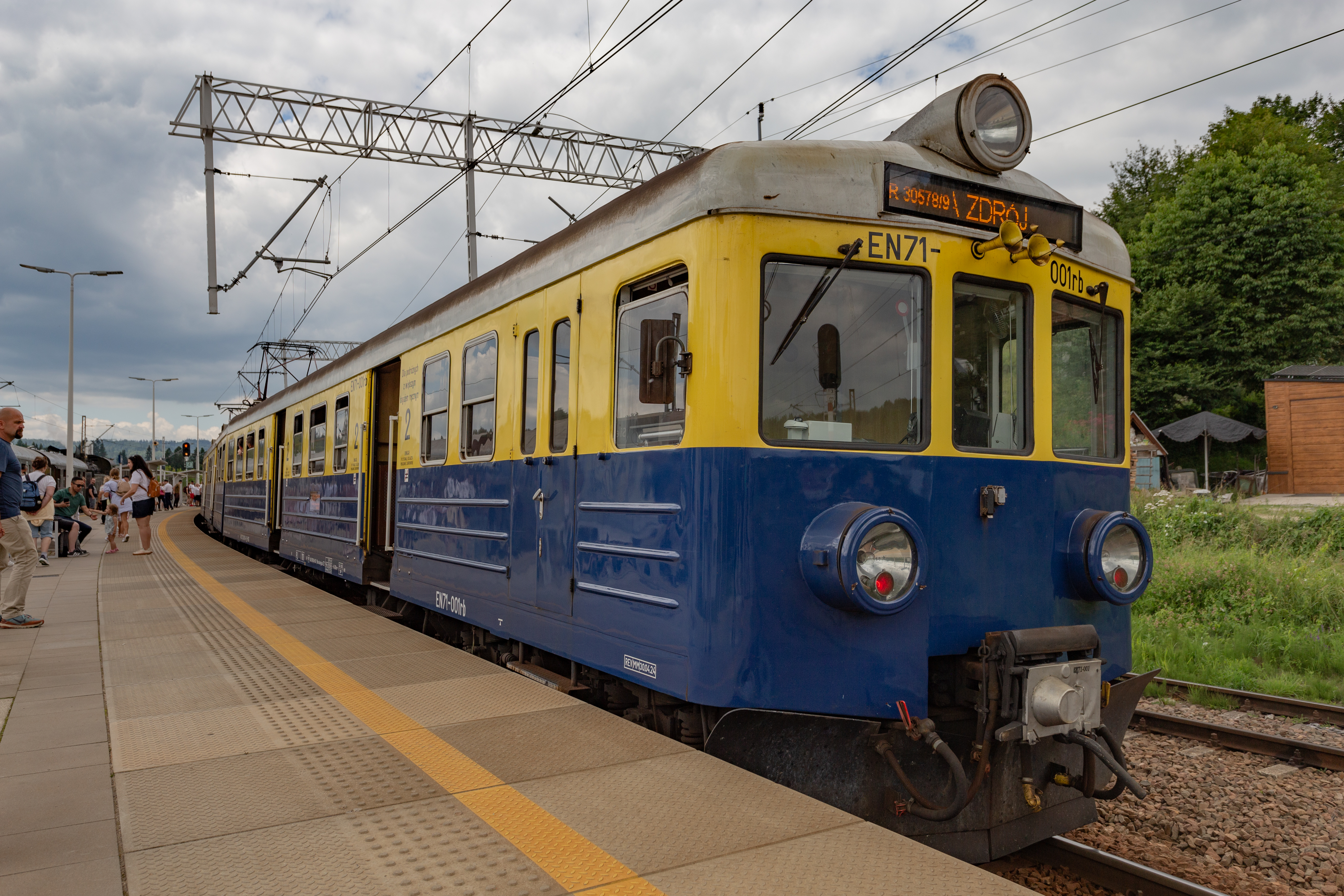
EN71-001 na stacji w Sieniawie

### Pozostałe pojazdy z rodziny 5B/6B
- EN57
- ED72
- ED73